# Audea tegulata
Audea tegulata là một loài bướm đêm trong họ Erebidae.